# Реал Оп ФА
„Реал Оп“ ФА е професионален футболен клуб от град Кап Аитиен, Хаити.

## История
Седалището на отбора е град Кап Аитиен (четвърти по големина в Хаити, 274 000 души) известен още като Париж на Антилите. До 2014 г. той има два отбора в местния елит. Това са „АС Капоаз“ (основан през 1930) и далеч по успешния „Футбол Интер Клуб Асосиасион“ (познат още като „ФИКА“, създаден в началото на 1970-те). През 2014 година футболната федерация на Хаити решава да увеличи отборите в местното първенство от 14 на 16. Лидерите на двата водещи отбора са раздвоени и някои от играчите не се подчиняват на решението и отказват да играят в знак на протест.
Така на 14 март 2014 г. се ражда трети отбор в Кап Аитиен под името „Риъл Хоуп Футбол Академи дю Кап Аитиен“. Английското звучене е Риъл Хоуп (Добра надежда), на испански – Реал. Известен още като Риъл Хоуп или Реал дю Кап.
Управителният съвет е сформиран от група предприемачи и бизнесмени. За шеф е избран Жени Пиер, а за първи вицепрезидент – пастор Енок Люсиен, виден баптист.
Отборът стартира от трета дивизия. В края на сезона отборът е втори след „Тру дю Нор“ (френски – Северната дупка) и се изкачва във втора дивизия. През 2015 „Реал“ печели промоция след като надделява над „Ювентус дю Кей“ с 1:0 във финален плейоф. Така само след 2 години „Реал Оп“ стига до елитния футбол в Хаити.
През 2016 година отборът стартира с бюджет от 50 000 000 хаитянски гурда (малко над 79 000 американски долара). За технически директор е назначен Патрик Мейзоньов, а за главен треньор Франц Десомб. Привлечени са талантите Спенсьор Дезир и Руди Жозеф от изпадналия в немилост отбор на „Валенсия“. Дарлин Тоби от отбора на „ФИКА“ също подписва с дебютанта в първа дивизия.
Ръководството на отбора е задължено да направи формации до 15 и 17 години, които да се състезават в младежките шампионати.
Клубът няма собствена база, тренира и приема съперниците си на стадион „Парк Сен Виктор“ в Кап Аитиен, за който плаща наем.
През първия си сезон в елита „Реал дю Кап“ завършва на 6-о място в турнира „Увертюр“. В есенния дял на „Клотюр“ 2016 завършват трети в редовния сезон. Това ги праща на плейофите за титлата. На 1/2 финалите лесно се справят с „Уанаминт ФК“ с две победи с общ резултат 6:2. На финала съперник е „по-големият брат“ ФИКА. В първата среща е постигнато миролюбиво реми, а в реванша „ФИКА“ печели с 2:0.
Възходящото представяне на отбора няма как да не донесе титла. В предпоследния кръг на редовния сезон „Увертюр“ 2017 „Реал дю Кап“ прави 0:0 като гост на „Еклер де Гонаив“. Основният конкурент и временен водач „Расинг Гонаив“ допуска загуба от „Пети Гоав“. Така двата отбора се изравняват, а „Реал дю Кап“ оглавява класирането поради по-добрата си голова разлика. Нещата не се променят и след последния кръг. Големите съперници преодоляват методично плейофите до последния мач за титлата, който ги противопоставя един срещу друг. Там „Реал дю Кап“ триумфира заради гол на чужд терен. След 1:2 в гостуването си в Гоайе е изкован успех с 1:0 в Кап Аитиен. Така на футболния трон в Хаити сядат Кралете на надеждата, ако може различните езикови версии на клубното име да се обединят в едно.

## Етимология и символика
Основаният през 2014 година отбор носи името на мисионерска неправителствена организация, създадена от американски преселници. Основен елемент в логото е цитаделата Лафериер. Клубните цветове са в червено и бяло.

## Стадион
Използваният под наем стадион „Парк Сен Виктор“ се намира на около 2 км южно от общината, в непосредствена близост до Университетския институт за икономически правни науки и регионално развитие. Има капацитет от 9500 зрители. Използва се и от другите два местни отбора в елита „ФИКА“ и „АС Капоаз“, както и от третодивизионния „Зенит“.

## Успехи
- Първа дивизия на Хаити
  -  Шампион в Увертюр (1): 2017